# Celorico da Beira
Celorico da Beira est une municipalité (en portugais : concelho ou município) du Portugal, située dans le district de Guarda et la région Centre.

## Géographie
Celorico da Beira est limitrophe :
- au nord, de Trancoso,
- au nord-est, de Pinhel,
- au sud-est, de Guarda,
- au sud-ouest, de Gouveia,
- à l'ouest, de Fornos de Algodres.

## Démographie
| 1801  | 1849  | 1900   | 1930   | 1960   | 1981   | 1991  | 2001  | 2004  |
| ----- | ----- | ------ | ------ | ------ | ------ | ----- | ----- | ----- |
| 7 755 | 8 113 | 15 820 | 14 880 | 14 930 | 10 269 | 8 875 | 8 875 | 8 752 |

| 2011  | - | - | - | - | - | - | - | - |
| ----- | - | - | - | - | - | - | - | - |
| 7 693 | - | - | - | - | - | - | - | - |

## Économie
Les principaux commerces de la ville sont :
L'agro-pastorale, la sylviculture et l'administration locale constituent le support économique municipal, qui compte aussi avec des ressources minérales de tungstène et étain.

## Localisation
Localisée dans la marge gauche du fleuve Mondego, à une altitude de 530 m, au nord de la montagne de l'Étoile "serra da Estrela "(en portugais) et de son Parc Naturel, environ 12 km le nord-ouest de Guarda.

## Subdivisions
La municipalité de Celorico da Beira groupe 23 paroisses (freguesia, en portugais) :
- Açores
- Aldeia Rica
- Baraçal
- Cadafaz
- Carrapichana
- Casas do Soeiro
- Celorico : Château de Celorico da Beira
- Cortiçô da Serra
- Forno Telheiro
- Lajeosa do Mondego
- Linhares
- Maçal do Chão
- Mesquitela
- Minhocal
- Prados
- Rapa
- Ratoeira
- Salgueirais
- Santa Maria (Celorico da Beira)
- São Pedro (Celorico da Beira) : Château de Linhares da Beira
- Vale de Azares
- Velosa
- Vide Entre Vinhas
- Vila Boa do Mondego

## Jumelages
Grignols (France) depuis 1995